# Salusinszky István
Salusinszky István (Budapest, 1918. február 27. – Budapest, 1984. október 14.) jogász, kereskedelmi diplomata, a Magyar Külkereskedelmi Bank vezérigazgatója.

## Életpályája
Érettségi után, 1939-ben, a Magyar Királyi Pázmány Péter Tudományegyetem jogi karán végzett, budapesti tanulmányaival egyidejűleg a párizsi École Libre des Sciences Politiques hallgatója is volt. 
A második világháború alatt egy rongymosó üzem társtulajdonosaként "üzletszerzéssel foglalkozott", 1944-ben, a vészidőkben, hamis papírokkal bujkált, az illegális zsidó mozgalom tagjaként. Raoul Wallenberg svéd diplomata titkáraként részt vett a zsidómentésben. 
1945-től először orosz fordítóként kereste a kenyerét, majd a Magyar Nemzeti Bank tisztviselője, 1947–1950 között a moszkvai magyar kereskedelmi kirendeltség tanácsosa volt. 1950–1958 között a Külkereskedelmi Minisztérium osztályvezetője, majd főosztályvezetője, 1958–1963 között a római magyar kereskedelmi kirendeltség vezetője. 
1964–1980 között – nyugalomba vonulásáig – a Magyar Külkereskedelmi Bank (MKB) vezérigazgatója volt, mely beosztottai, barátai és vitapartnerei egybehangzó véleménye szerint az intézmény első fénykora, önállósodásának időszaka volt, a "Salusinszky-korszak". 
A Magyar Külkereskedelmi Bank legendás vezérigazgatója irányítása alatt a pénzintézmény tevékenységi köre hamar kibővült az összetett külkereskedelmi ügyletek szervező, irányító, finanszírozó és lebonyolító munkájával is. Salusinszky vezetése alatt az MKB lett az élharcosa magyarországi nagyberuházások finanszírozásához szükséges külföldi hitelek felvételének. Ezek közé a nagyberuházások közé tartozott az 1969-ben megnyílt budapesti Inter-Continental (ma Marriott) szálló, nevéhez kötődik többek között a Pepsi Cola, a Coca Cola és a Levi Strauss márkák magyarországi meghonosítása. 
Salusinszky kitűnően beszélt angolul, franciául, németül, olaszul és oroszul, professzionális gazdasági diplomata volt.

## Családja
Apja Salusinszky Gyula ügyvéd volt, egyik nagybátyja, Salusinszky Imre pedig a Miklós Andor-féle sajtóbirodalom meghatározó egyénisége, az Est-lapok főszerkesztője a harmincas években.
Fiai, Salusinszky Gyula (1946) külkereskedő, szállítmányozási szakember, Salusinszky Miklós (1948-2006) filmproducer, Salusinszky Gábor (1950-2022) nyelvtanár és lánya Salusinszky Zsuzsa (1953) idegenforgalmi szakember.